# Gare de Sint-Jozef
Pour les articles homonymes, voir gare de Saint-Joseph.
La gare de Sint-Jozef (en français : « gare de Saint-Joseph »), parfois appelée Hooglede, est une ancienne halte ferroviaire belge de la ligne 63, de Thourout à Ypres située au hameau de Sint-Jozef sur le territoire de la commune d'Hooglede dans la province de Flandre-Occidentale en Région flamande.

## Situation ferroviaire
Établie à 25 m d'altitude, la gare de Saint-Joseph était située au point kilométrique (PK) 9.7 de la ligne 63, de Thourout à Ypres entre la gare (ouverte) de Thourout et celle de Staden (fermée).

## Histoire
Le point d'arrêt de Saint-Joseph, administré depuis la gare de Staden, est livré à l'exploitation le 23 juin ou le 1er juillet 1885 par l'Administration des chemins de fer de l'État belge sur la ligne de Thourout à Ypres, en service depuis 1873.
Le 23 mars 1898, il devient une halte ouverte aux voyageurs, marchandises et bagages. Le bâtiment des recettes doit avoir été construit à ce moment. Il a subi des dégâts lors de la Première Guerre mondiale comme l'illustre un panneau à destination des usagers du sentier mais est resté debout.
En 1910, la halte est rebaptisée St-Joseph. Son officiel sera plus tard[Quand ?] écrit en néerlandais.
La SNCB met fin aux trains de voyageurs de la ligne 63 le 22 mai 1955. La section de Kortemark à Ypres reste utilisée pour les marchandises jusqu'en 1990 ; la date de fin des dessertes de Sint-Jozef n'est pas mentionnée. La ligne ayant été déclassée en 2003, le chemin  « Vrijbosroute » réutilise l'assiette de la ligne.

## Patrimoine ferroviaire

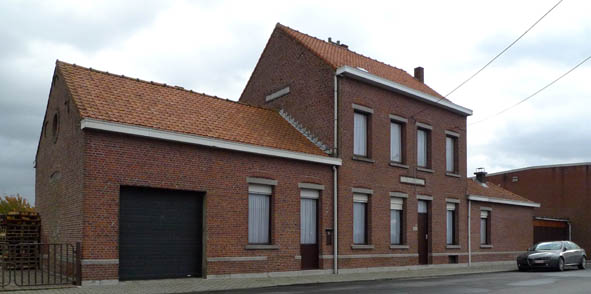
Bâtiment côté rue.

Revendu pour servir d'habitation, le bâtiment des recettes appartient au plan type 1893 des Chemins de fer de l'État belge et correspond à la variante simplifiée sans ornements de façade où certaines baies sont inexistantes.
Après son changement d'affectation, un garage a été aménagé dans l'aile des voyageurs, remplaçant deux travées.